# 大石恵三
『大石恵三』（おおいしけいぞう）は、1993年（平成5年）4月4日から同年9月26日までフジテレビ系列局で放送されていたフジテレビ制作のバラエティ番組。放送時間は毎週日曜 22:30 - 23:00 (JST)。

## 概要
コントを主体とする番組で、お笑いコンビのホンジャマカとバカルディ（現：さまぁ〜ず）が出演していた。この両コンビは当時、日本テレビの『ショージに目あり!』やTBSの番組などでの共演（競演）が盛んだった。番組タイトルは、両コンビの構成員4人の個人名それぞれから頭文字を取って並べたもので、オープニング映像（刑事ドラマをイメージしたアニメ）でも彼ら4人の立ち位置にはそれぞれの頭文字が配されていた。
- 大 → 大竹一樹
- 石 → 石塚英彦
- 恵 → 恵俊彰
- 三 → 三村勝和（現：三村マサカズ）

この番組のパイロット版として、同局深夜の90分枠で『ホンとにバカだね』という番組が月に1回のペースで半年間にわたって放送されていた。同番組は、日曜プライムタイムに放送されていたこの『大石恵三』とは全く方向性が違い、カルトで危険なネタのコントが中心だった。また、キャラクターもほとんど登場しなかった。

## 出演者
- 石塚英彦（ホンジャマカ）
- 恵俊彰（同上）
- 大竹一樹（バカルディ）
- 三村勝和（同上）
- C.C.ガールズ - 4月のマンスリーゲストとして出演。
- 菊池桃子 - 当初は5月のマンスリーゲストとして出演していたが、いつの間にかレギュラーになっていた。

## 若手お笑いのホープを育成
プロデューサーは、『ドリフ大爆笑』『志村けんのバカ殿様』などで手腕を発揮した森正行が担当。当時、ホンジャマカとバカルディ（現：さまぁ〜ず）は渡辺プロダクションとホリプロというお笑い専門ではない芸能事務所がライブや勉強会で育てていたコンビで、“若手お笑いのホープ”といわれながらも夕方や深夜のテレビしか出演できていなかった。そこで森はプロデューサーとして両コンビの将来性を考え、手間は掛かるが放送1回当たりネタ60本を仕込み「きちんとオチのあるコント」をそろえ、「爆笑しなくても、ニヤリとしたり、なるほどと思わせる笑い」を狙い、じっくりショートコントを見せる内容に構成した。

## 半年で終了
両コンビが初めてプライムタイムに進出した番組だったが、裏番組には勝てず半年で終了した。この事は、今でも両コンビや業界内でも話題になる場合がある。当時裏番組に『進め!電波少年』（日本テレビ）があった影響もあったものの、一方で同条件の前番組『カルトQ』と後番組『料理の鉄人』はいずれもフジテレビの歴史に残る名番組となっており、後に矢作兼（おぎやはぎ）が「あんま面白くなかったですわ。さまぁ〜ずの良さが出てなかった」と語ったように、大石恵三という番組自体が結局受けなかった。
三村は2019年10月19日の『おぎやはぎの愛車遍歴』（BS日テレ）に出演した際に当時を振り返って、「この頃って、業界のこと何にも考えてなかったっていうか、日曜の10時半なんだけどどれだけ凄いことなのかってのも分かってなくて、スゲー適当にやっていたイメージなのよ」と述べており、また『ロンドンハーツ』（テレビ朝日）に出演した際には、「業界の人に『番組終わっちゃって君ら気楽に思っているかもしれないけど、ここから5年苦労するよ』と言われたら本当に苦労した」というエピソードを語っている。バカルディは大石恵三の終了以降しばらくテレビから姿を消すことになり、伊集院光は自身のラジオで「大石恵三の失敗がバカルディが世に出るのに時間がかかった」と語り、岡村隆史（ナインティナイン）は「『夢で逢えたら』みたいな感じになっていくのかなと思ったのにな」と語った事がある。
恵は『ダウンタウンのガキの使いやあらへんで!』（日本テレビ）に出演した際、「もう終わりだと思った。ゴールデンに行くステップ1みたいなモノが駄目だった、二人で話し合った」「コンビに振り回されず、個人の仕事をドンドンやった方がいい」と述べ、ホンジャマカのソロ活動が増える要因になったと語った。
なお番組終了後、両コンビは同局で翌年4月から9月に放送された『ゲッパチ!UNアワー ありがとやんした!?』のレギュラーとして出演した。
本番組終了の翌週の1993年10月3日に放送された『電波少年』に両コンビが揃ってゲスト出演し、『電波少年』の裏番組であった本番組が打ち切られたことを終始司会の松本明子と松村邦洋にイジられていた。

## コント以外のレギュラーコーナー
フシギっ子クラブ
何かしら驚くような能力や技を持っている人をスタジオに招いて披露してもらうコーナー。仕掛け人として秋元太（石塚）が出演。
- 松岡圭祐 - 催眠術を披露。数年後に小説「催眠」シリーズ、「千里眼」シリーズをたてつづけに発表。映画化もされ、2004年度の長者番付作家部門では7位になった。
- 西宮まさひろ - マジックを披露。過去、『星期六我家的電視・三宅裕司の天下御免ね!』でもグランプリに輝いたアマチュアマジシャン。ほか、『古畑任三郎』にも出演。

西宮くんのネタのタネ
上記の超能力コーナーで、人気を博した西宮くんが毎週1つ即席マジックを解説するコーナー。超能力コーナーが終了した後に始まった。
菊池桃子の朗読の部屋
菊池桃子が文章を朗読し、読んでいくうちに朗読元が当時のアイドルが歌った歌の歌詞や漫画だったと判明するコーナー。『オレたちひょうきん族』の「朗読の部屋」のリメイク。

## テーマソング
- サンデーナイトは in the パーク（パール兄弟、第1クール）
- いつの日か君がいる（伊豆田洋之、第2クール）

## エンディングテーマ
- 涙なしじゃ言えない（C.C.ガールズ、4月）

## スタッフ
- 作・構成：成田はじめ、舘川範雄、海老克哉、野村安史、後藤純一、妹尾匡夫、白崎和彦
- 美術プロデューサー：石鍋伸一朗
- デザイン：雫石洋治
- 美術進行：山根安雄
- 大道具：松本達也
- 装飾：藤間広美
- 持道具：栗原美智代
- 衣裳：吉沢真由美
- メイク：井手奈津子
- かつら：太田修
- アクリル装飾：熊谷好恵
- タイトル：岩崎光明
- SW：藤本敏行
- カメラ：河西純
- VE：瀧本恵司
- 音声：松本政利
- 技術：ニユーテレス
- 照明：嶺岸一彦
- 音響効果：戸辺豊（OCBプロ）
- 編集：前野勝義（アンサーズ）
- MA：石黒裕二（アンサーズ）
- 広報：森隆志
- スタイリスト：関恵美子、原めぐみ
- 企画協力：渡辺プロダクション
- タイトルCG：デジタル・エフェクツ
- イラスト：堤のぶき
- TK：石井成子
- 制作デスク：椛沢節子
- ディレクター：大野朋則
- 演出：川口誠、工藤浩之
- プロデューサー：森正行、白石千江男（オズマ）
- 制作著作：フジテレビ

## 補足
- 恵の地元の鹿児島県では鹿児島テレビ（KTS）が当時フジテレビ系列と日本テレビ系列のクロスネットで[注 1]、かつ日曜22:30 - 23:00に『オシャレ30・30』（日本テレビ）を1週遅れネットで放送していたことから、KTSでは30分遅れの23:00 - 23:30にスポンサーCMをキー局と同じものをそのまま流す形で放送されていた[注 2]。
- 番組は、視聴者の中に「大石恵三」と同姓同名の人が存在したら応募するようにとの告知を行っていたが、実際に来たのかどうかは不明。
- 1993年4月3日に日本テレビで放送された『マジカル頭脳パワー!! めちゃ超大スペシャル』の「くっつきクイズ」のVTRに、本番組のメンバーである石塚・恵・大竹・三村が揃って出演し、同年4月から9月の半年間TBSのミニドラマ『笑ケース100east（ただし、静岡県・富山県より東側の地域だが、ネット局のうちテレビ静岡・富山テレビ以東で視聴可能）』にも4人そろって出演した。
- TBSで同番組や『ショージに目あり』と似た番組として、1991年、ローカルサービス枠で不定期に『お笑い新党』（『30分間笑いっぱなし』と名乗った時期もある）があった。後者と同じく、前述出演者4人のほかにデンジャラスも出演していた。
- 放送当時は同局『夢がMORI MORI』の「スーパーキックベース」に出場（5月29日放送）したが、6対8で番組チーム「MORI MORI DREAMS」に敗れた。
- 2022年11月26日放送の『ただ今、コント中。』にて、本番組レギュラーの石塚・三村の2名が出演し、久しぶりにコントでの共演をした。